# St. Paul’s College

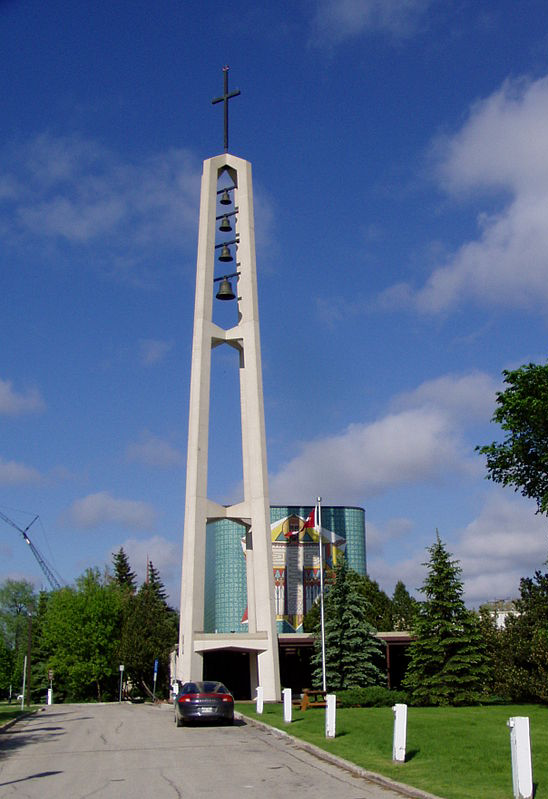
St. Paul’s College (University of Manitoba)

Das St. Paul’s College ist ein römisch-katholisches College an der University of Manitoba mit Sitz in Winnipeg, Manitoba, Kanada.
Die Hochschule wurde als erste katholische Highschool durch Patres der Oblaten der Unbefleckten Jungfrau Maria (OMI) 1926 gegründet. Seit 1936 ist sie administrativ der University of Manitoba angehängt. Studienprogramme umfassen Geisteswissenschaften, Theologie, Sozialwissenschaften und Naturwissenschaften sowie Friedens- und Konfliktforschung. Der Jesuitenorden betreibt ein Lehr-, Forschungs- und Dienstleistungszentrum am St. Paul’s College.